# Гомиашвили, Михаил Арчилович
Михаи́л Арчи́лович Гомиашви́ли (23 марта 1961, Тбилиси — 12 сентября 2022, там же) — советский и российский актёр театра и кино.

## Биография
Родился в старом районе Тбилиси 23 марта 1961 года в семье киноактёра Арчила Гомиашвили, наиболее известного по роли Остапа Бендера в комедии Леонида Гайдая «Двенадцать стульев», и его второй жены, актрисы Лианы Манджавидзе. Михаила назвали в честь деда, выпускника Московского института красной профессуры, который в конце 1930-х годов был репрессирован.
В отличие от старшего брата Зураба, ставшего инженером, Михаил после школы в 1986 году окончил актёрский факультет Грузинского государственного театрального института им. Шота Руставели (Тбилиси), где учился у Отара Иоселиани.
В интервью на вопрос о влиянии отца на выбор профессии Гомиашвили ответил следующим образом:
Я родился и вырос в актёрской семье. Моя мать тоже была актрисой, царствие ей небесное. Всё своё детство я провёл за кулисами и на съёмочной площадке. Нет, наверное, ни одного кадра в «12 стульях», где я бы ни стоял за камерой. Весь фильм там крутился. И на съёмках других картин отца, и на гастролях был рядом. Мы всегда ездили вместе с ним и матерью. Я знал наизусть все роли отца в Тбилисском русском драмтеатре им. Грибоедова и понятия не имел, что существуют другие профессии помимо актёрской…
Гомиашвили было восемь лет, когда он дебютировал в кино, сыграв вместе с отцом в комедии «Двенадцать стульев». Свою первую взрослую роль сыграл в 1992 году в фильме «Капкан».
С 1997 года работал в Тбилисском академическом театре имени К. Марджанишвили, где участвовал до последних дней жизни в основном в спектаклях Темура Чхеидзе.
В 2005 году был приглашён на съёмки российского исторического фильма «Первый после Бога».
В 2017 году снялся в драматическом фильме режиссёра Резо Гигинеишвили «Заложники». В этом же году сыграл в короткометражной киноленте «Он сказал „мама“».
В 2014 году сыграл диктатора кавказского государства, отвергнутого своим народом, в картине «Президент» знаменитого иранского режиссёра Мохсена Махмалбафа.
В 2019 году принял участие в XXVII фестивале российского кино «Окно в Европу», куда был приглашён для представления фильма режиссёра Евгения Шелякина «Хэппи-энд», в котором исполнил главную роль. Однако попасть в финский город Котку, где должен был проходить показ фильма, он не смог из-за проблем с российской визой.
Кроме того, принимал участие в съёмках и озвучивании фильмов «Дорогая М» (1999), «5 дней в августе» (2011), «Заступники» (2019) и других.
Скончался 12 сентября 2022 года на 62-м году жизни в Тбилиси.

## Семья
Отец — Арчил Гомиашвили (1926—2005), актёр. Мать — Лиана Георгиевна Манджавидзе (ск. 2004), актриса.
Брат — Зураб, инженер.
Единокровные сёстры: старшая — Карина; младшие — Нина Гомиашвили (род. 1972), актриса, и Екатерина Гомиашвили (род. 1978), дизайнер.
У Михаила Гомиашвили есть дочь и внуки.

## Фильмография
- 1992 — «Капкан» (реж. Алеко Нинуа)
- 1992—2003 — «Крыша, или Незаконченный материал фильма» (реж. Резо Эсадзе)
- 1993—2003 — «Шесть и семь»
- 1999 — «Дорогая М» (реж. Отар Шаматава)
- 2000 — «Грузинский виноград» — Георгий
- 2001 — «Антимоз из Иверии» (короткометражный, реж. Гиули Чохонелидзе) — Маврокиртади
- 2002—2005 — «Кофе и пиво» (реж. Заза Буадзе, Леван Кития) — главная роль
- 2003 — «Есть такая страна» (реж. Леван Анджапаридзе)
- 2004 — «Серенада лунной долины» (реж. Заза Буадзе)
- 2005 — «Первый после Бога» (реж. Василий Чигинский) — майор Шарабидзе
- 2006 — «Два музыканта» (короткометражный, реж. Николоз Бежанашвили) — отец
- 2009 — «Зона конфликта» (реж. Вано Бурдули) — священник
- 2010 — «Мне без тебя не жить» (реж. Леван Тутберидзе)
- 2011 — «5 дней в августе» (реж. Ренни Харлин) — Антон Медовый
- 2011 — «Будь со мной»
- 2014 — «Тифлис» (сериал, реж. Леван Дабрундашвили)
- 2014 — «Президент» (реж. Мохсен Махмальбаф)
- 2015 — «Там, за горами»
- 2016 — «Month as a Day»
- 2016 — «Lethe»
- 2017 — «Заложники» (реж. Резо Гигинеишвили) — Тенгиз
- 2017 — «Он сказал „мама“» (реж. Арсен Агаджанян) — аксакал
- 2017 — «Enemies»
- 2019 — «Заступники» (реж. Владимир Котт) — судья
- 2019 — «Куратор» (реж. Пётр Левченко)
- 2019 — «Хэппи-энд» (реж. Евгений Шелякин) — Ксенофонт — главная роль[12]

## Награды
- Лауреат ежегодной премии Союза театральных деятелей в номинации «Лучший актёр спектакля»: (М. Долидзе «Резидент»).
- Приз за роль Иисуса Назарянина в одноимённом спектакле.
- Специальный приз министерства культуры за роль Вельчанинова в постановке «Вечный муж» (реж. Темур Чхеидзе).
- Дважды гран-при международного театрального фестиваля «Золотая маска»[13].
- «Золотая ладья», приз зрительских симпатий XXVII фестиваля российского кино «Окно в Европу» за главную роль в фильме Евгения Шелякина «Хэппи-энд»[14].